# مركز التجارة العالمي مونتيفيديو

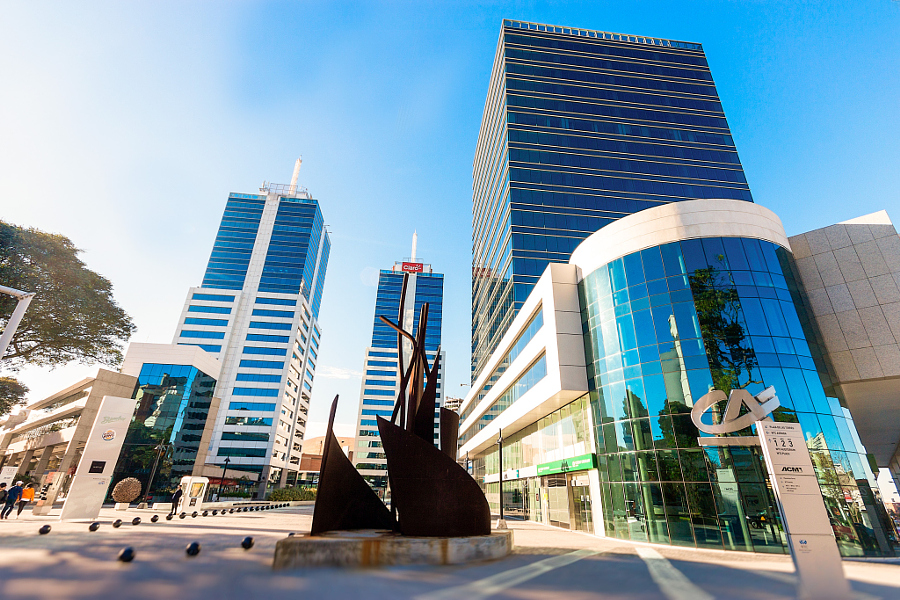

مركز التجارة العالمي مونتيفيديو (WTC مونتفيديو) عبارة عن مجمع مبنى يقع في مونتيفيديو، أوروغواي. وافتتح رسميا في عام 1998، وجدد ما بين عامي 2002 و2009. الشعار الرسمي هو «العمل في أفضل مكان للعيش».
مركز التجارة العالمي مونتيفيديو هو فقط 30 دقيقة بالسيارة من مطار كاراسكو و15 دقيقة بالسيارة من ميناء مونتفيديو. ومقابله يوجد مركز مونتيفيديو للتسوق، في بوسيو.
المربعات الأبراج، هو مجال التصميم الجمالي الرائع. ومن المفترض أن يكون منبرا لتطوير الأنشطة التجارية والمعارض الفنية والحفلات الموسيقية والرقص، والرسوم المتحركة الثقافية، أيضا يوجد به بقعة للاجتماع فضلا عن الجذب سياحي. هذه الساحة تربط بين المباني المختلفة والتي تشمل أبراج مجمع مركز التجارة العالمي وهذا هو المدخل الرئيسي. به أيضا مكان فسيح ومشمس مع متعرج مبطن للمساحات الخضراء. وتتوج الأعمال الفنية من بينها منحوتة رائعة التي أدخلت على النظام من قبل بابلو، النحات الشهير في أوروغواي تم وضعها في الخارج.